# Saint-Bernard-de-Michaudville
Saint-Bernard-de-Michaudville är en kommun i provinsen Québec i Kanada. Den ligger i regionen Montérégie, i den sydöstra delen av landet, 210 km öster om huvudstaden Ottawa.